# هشت روز عید پاک
هشت روز عید پاک یا هشت‌روزهٔ پاک (انگلیسی: Octave of Easter) یک جشن هشت روزه در مسیحیت غربی است که از یکشنبه عید پاک شروع می‌شود و تا یکشنبه بعد از آن، که به عنوان یکشنبه رحمت الهی شناخته می‌شود، ادامه دارد.
در طول این هشت روز، مسیحیان رستاخیز عیسی مسیح را جشن می‌گیرند و شادی و امید ناشی از این واقعه را به اشتراک می‌گذارند. این جشن با مراسم‌های ویژه در کلیساها، دعاها، سرودهای عید پاک و گردهمایی‌های خانوادگی همراه است.
در برخی سنت‌های مسیحی، این هشت روز به عنوان یک روز واحد و مقدس در نظر گرفته می‌شود و هر روز آن با مراسم و دعاهای خاص خود جشن گرفته می‌شود. به عنوان مثال، دوشنبه بعد از عید پاک به عنوان «دوشنبه فرشته» شناخته می‌شود که یادآور ملاقات زنان با فرشته در مقبره خالی عیسی است.
در باور مسیحی، هشت روز عید پاک یک زمان مهم برای مسیحیان است تا بر اهمیت رستاخیز مسیح و پیام امید و زندگی ابدی که به همراه دارد، تأمل کنند. این جشن همچنین فرصتی برای تجدید ایمان و تعهد به مسیح است.